# Parathalmanninella
Parathalmanninella es un género de foraminífero planctónico considerado un sinónimo posterior de Thalmanninella, el cual es considerado a su vez un sinónimo posterior de Rotalipora de la subfamilia Rotaliporinae, de la familia Rotaliporidae, de la superfamilia Rotaliporoidea, del suborden Globigerinina y del orden Globigerinida. Su especie-tipo era Rotalipora praebalernaensis. Su rango cronoestratigráfico abarca desde el Albiense superior (Cretácico inferior) hasta el Cenomaniense (Cretácico superior).

## Descripción
Parathalmanninella incluía especies con conchas trocoespiraladas, de forma biconvexa; sus cámaras eran subrómbicas, con forma triangular en el lado umbilical; sus suturas intercamerales eran curvadas y incididas; su contorno era redondeado y lobulado; su periferia era aguda, con una carena bien desarrollada en las primeras cámaras; su ombligo era estrecho, bordeado por una cresta periumbilical; su abertura era interiomarginal, umbilical-extraumbilical, con forma de arco bajo generalmente asimétrica, y rodeada con un pórtico que se prolonga al centro del ombligo; parte de las sucesivas aberturas podían permanecer como aberturas suplementarias en el lado umbilical, las últimas de las cuales eran suturales; presentaba pared calcítica hialina, macroperforada con baja densidad de poros, y de superficie lisa a punteada; una lamela o costra secundaria de superficie rugosa podía llegar a ocultar los poros.

## Discusión
Algunos autores han considerado Parathalmanninella un sinónimo subjetivo posterior de Thalmanninella. El género se introdujo para incluir especies morfologícamente similares a las de Thalmanninella pero que representan un linaje evolutivo con un ancestro diferente, en una suerte de evolución paralela. Clasificaciones posteriores incluirían Parathalmanninella en la Superfamilia Globigerinoidea.

## Paleoecología
Parathalmanninella, como Thalmanninella, incluía especies con un modo de vida planctónico, de distribución latitudinal cosmopolita, y habitantes pelágicos de aguas intermedias a profundas (medio mesopelágico superior a batipelágico superior, en o bajo la termoclina).

## Clasificación
Parathalmanninella incluía a las siguientes especies:
- Parathalmanninella appenninica †
- Parathalmanninella balernaensis †
- Parathalmanninella gandolfii †
- Parathalmanninella micheli †
- Parathalmanninella praebalernaensis †